# Santa Cristina (Puèi Domat)
Sainte-Christine és un municipi francès situat al departament del Puèi Domat i a la regió d'Alvèrnia-Roine-Alps. L'any 2007 tenia 140 habitants.

## Demografia

### Població
El 2007 la població de fet de Sainte-Christine era de 140 persones. Hi havia 56 famílies de les quals 24 eren unipersonals (12 homes vivint sols i 12 dones vivint soles), 8 parelles sense fills, 12 parelles amb fills i 12 famílies monoparentals amb fills.
La població ha evolucionat segons el següent gràfic:
Habitants censats

### Habitatges
El 2007 hi havia 104 habitatges, 63 eren l'habitatge principal de la família, 24 eren segones residències i 18 estaven desocupats. 98 eren cases i 6 eren apartaments. Dels 63 habitatges principals, 54 estaven ocupats pels seus propietaris, 7 estaven llogats i ocupats pels llogaters i 2 estaven cedits a títol gratuït; 4 tenien tres cambres, 12 en tenien quatre i 47 en tenien cinc o més. 53 habitatges disposaven pel capbaix d'una plaça de pàrquing. A 30 habitatges hi havia un automòbil i a 29 n'hi havia dos o més.

### Piràmide de població
La piràmide de població per edats i sexe el 2009 era:
| Homes | Edats   | Dones |
| ----- | ------- | ----- |
| 0     | 95 o +  | 0     |
| 0     | 90 a 94 | 4     |
| 0     | 85 a 89 | 4     |
| 4     | 80 a 84 | 4     |
| 0     | 75 a 79 | 0     |
| 8     | 70 a 74 | 4     |
| 4     | 65 a 69 | 4     |
| 4     | 60 a 64 | 8     |
| 12    | 55 a 59 | 4     |
| 0     | 50 a 54 | 0     |
| 4     | 45 a 49 | 4     |
| 4     | 40 a 44 | 4     |
| 4     | 35 a 39 | 0     |
| 8     | 30 a 34 | 4     |
| 0     | 25 a 29 | 0     |
| 0     | 20 a 24 | 0     |
| 0     | 15 a 19 | 4     |
| 0     | 10 a 14 | 4     |
| 8     | 5 a 9   | 0     |
| 4     | 0 a 4   | 0     |

## Economia
El 2007 la població en edat de treballar era de 97 persones, 63 eren actives i 34 eren inactives. De les 63 persones actives 56 estaven ocupades (35 homes i 21 dones) i 7 estaven aturades (6 homes i 1 dona). De les 34 persones inactives 14 estaven jubilades, 10 estaven estudiant i 10 estaven classificades com a «altres inactius».

### Ingressos
El 2009 a Sainte-Christine hi havia 70 unitats fiscals que integraven 150 persones, la mediana anual d'ingressos fiscals per persona era de 14.005,5 €.

### Activitats econòmiques
Dels 3 establiments que hi havia el 2007, 2 eren d'empreses de fabricació d'altres productes industrials i 1 d'una empresa de construcció.
L'únic servei als particulars que hi havia el 2009 era una fusteria.
L'any 2000 a Sainte-Christine hi havia 12 explotacions agrícoles que ocupaven un total de 657 hectàrees.

## Poblacions més properes
El següent diagrama mostra les poblacions més properes.